# Сантьяго Рамон-і-Кахаль
Сантьяго Рамон-і-Кахаль (ісп. Santiago Ramón y Cajal; 1 травня 1852, Петілья-де-Арагон — 17 жовтня 1934, Мадрид) — іспанський лікар і гістолог, лауреат Нобелевської премії з фізіології або медицини 1906 року (спільно з Камілло Гольджі), один з засновників неврології. Рамон-і-Кахаль став першою людиною іспанського походження, яка отримала наукову Нобелівську премію. Його оригінальні дослідження мікроскопічної будови мозку зробили його піонером сучасної нейронауки. Сотні його малюнків, що ілюструють делікатні арборізації («вирощування дерев») клітин мозку, досі використовуються для навчальних і навчальних цілей. Також він був учителем Закаріаса Мартінеса-Нуньєса, архієпископа Компостельського.

## Життєпис
Сантьяго Рамон-і-Кахаль народився 1 травня 1852 року в іспанському містечку Петілья-де-Арагон. У дитинстві він навчався спочатку перукарству, а потім ремеслу шевця, проте мріяв стати художником — його хист до малювання видно в ілюстраціях до опублікованих робіт. Батько навчав його цим справам, щоб «спробувати дати синові потрібну дисципліну та стабільність». Його батько, професор прикладної анатомії в університеті Сарагоси, переконав його зайнятися медициною, що Рамон-і-Кахаль і зробив. Разом з батьком вони підготували до випуску анатомічний атлас, малюнки до якого були виконані Рамоном-і-Кахалем, проте книжка не була опублікована.

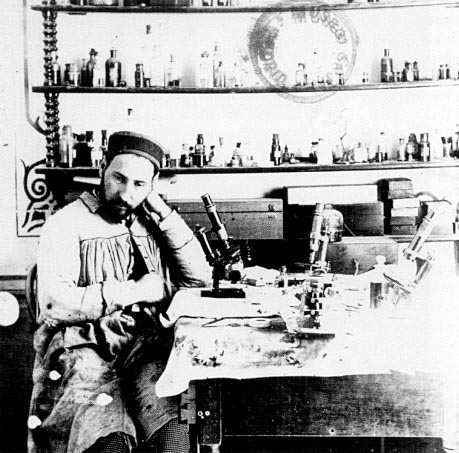
Сантьяго Рамон-і-Кахаль (1884—1887)

1873 року в Сарагосі Рамон-і-Кахаль здав іспити на медичну ліцензію і поступив на армійську службу в якості лікаря. Він взяв участь в експедиції на Кубу 1874-75 років. Після двох років служби він захворів на малярію, напади якої будуть переслідувати його все життя, через що був демобілізований і повернувся в анатомічну школу при Сарагоському університеті, де зайняв посаду асистента і проводив дослідження для своєї докторської дисертації. У 1877 році в Мадриді Рамон-і-Кахаль, екстерном здавши іспити в аспірантурі, отримав звання доктора медичних наук. Там же відбулася ще одна подія: при здачі іспиту з гістології він вперше заглянув у мікроскоп. Побачене настільки вразило його, що Рамон-і-Кахаль, відшукавши застарілий мікроскоп в своєму університеті, почав самостійно вивчати мікроструктуру різних тканин.Після повернення до Іспанії йому запропонували посаду асистента в школі анатомії медичного факультету університету Сарагоси (1875), а потім, за його особистим проханням, призначили директором Музею Сарагоси (1879). У 1877 році в Мадриді Рамон-і-Кахаль отримав звання доктора медицини, і в 1883 році був призначений професором описової і загальної анатомії у Валенсії. У 1879 році Рамон-і-Кахаль одружився з Доньєю Сільверією Фаньянас Гарсія. У шлюбі у них народилося чотири дочки і три сини.
1887 року він став професором гістології та патологічної анатомії в Барселоні, а 1892 року зайняв таку ж посаду в Мадриді. У 1900—1901 роках Рамон-і-Кахаль був директором Національного інституту гігієни та Інституту біологічних досліджень. У цьому році Рамон-і-Кахаль уперше дізнався про метод Гольджі, метод фарбування клітин, який використовує дихромат калію та нітрат срібла, щоб (випадковим чином) забарвити кілька нейронів темно-чорного кольору, залишаючи при цьому навколишні клітини прозорими. Цей вдосконалений метод був головним у його роботі. Він довзолив йому знову звернути свою увагу на центральну нервову систему (головний і спинний мозок), в якій нейрони настільки щільно переплетені, що стандартне мікроскопічне обстеження було б майже неможливим. У цей період він зробив обширні та детальні малюнки нейронного матеріалу, що охоплювали багато видів та найбільш великі регіони мозку.
1892 року він став професором у Мадриді. 1894 року Сантьяго заразився туберкульозом, проте, пройшовши лікування протягом декількох місяців, через рік виглядав абсолютно здоровим.У 1899 р. Сантьяго обійняв посаду директора Інституту національної гігієни, а в 1922 р. засновник Laboratorio de Investigaciones Biológicas — переведений як Лабораторія біологічних досліджень, що пізніше був перейменований в Інститут Кахаля.
Помер Сантьяго у Мадриді 17 жовтня 1934 року, у 82-річному віці, продовжуючи працювати до останнього.

### Політичні та релігійні погляди
1877 року 25-річний Рамон-і-Кахаль приєднався до масонської ложі. Джон Бранде Тренд 1965 року писав, що Рамон-і-Кахаль «був лібералом у політиці, еволюціоністом у філософії, агностиком у релігії».
Попри релігійні погляди, Рамон-і-Кахаль все ж вживав термін душі «без сорому». За його словами, згодом пошкодував, що покинув релігійний інститут. Зрештою, він став переконаним вірянином, про що він говорив під час своєї першої лекції перед Іспанською Королівською академією наук.

## Науковий внесок

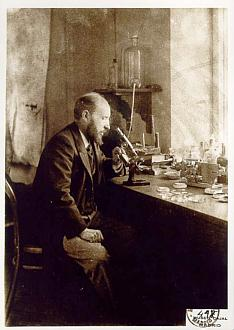
Сантьяго Рамон-і-Кахаль у своїй лабораторії

Перше велике відкриття Рамон-і-Кахаля було зовсім непоміченим сучасниками — опис сарколеми кардіоміоцитів 1888 року.
Серед наукового доробку Сантьяго найважливішими працями стали «Керівництво з гістології та мікрографії» 1889, а також перероблене і доповнене видання цієї книги 1897 року, що вийшло під назвою «Елементи гістології»; «Керівництво по загальній і патологічної анатомії», видане в 1890; «Нові уявлення про гістологічну анатомії і нервових центрів» і «Сітківка ока хребетних», опубліковані в 1894. Головною ж працею, котра принесла Рамон-і-Кахалю найбільшу популярність, стала книга «Нервова система людини і хребетних», що з'явилася в результаті узагальнення його досліджень нервової тканини, в різні роки опублікованих окремими статтями в різноманітних журналах.
За своє життя Сантьяго Рамон-і-Кахаль опублікував близько 20 книг і близько 250 наукових статей, в яких детально розглянув різні методики мікроскопії, способи фіксації і фарбування зразків тканини для подальшого дослідження. Також представлені результати його роботи: опису мікроскопічної будови спинного мозку, мозочка, кори півкуль кінцевого мозку і сітківки ока хребетних, проілюстровані чудовими авторськими ілюстраціями, де кожна клітина промальована до найдрібніших деталей. Він вперше замалював і описав веретеноподібні нейрони першого шару кори півкуль кінцевого мозку (1891), а також клітини, що керують моторикою шлунково-кишкового тракту (1893), названі його ім'ям. Значним є його внесок у вивчення процесів дегенерації і регенерації нервів. Гістологічні методики фарбування різних клітин нервової тканини, розроблені Рамон-і-Кахаля, визначили розвиток неврології на десятиліття вперед. Праці Сантьяго Рамон-і-Кахаля, в яких він детально описав мікроструктуру нервової тканини і особливо кори великого мозку, стали головним аргументом прихильників нейронної теорії будови нервової системи, який забезпечив її загальне визнання. Доказ клітинної будови нервової системи та встановлення впорядкованого пошарового розташування нейронів в корі великого мозку послужило ключовою передумовою для подальшого виявлення цитоархитектоничних формацій кори і встановлення зв'язку між мікроструктурою різних цитоархитектонічних полів і їх функціональною значущістю. Його внесок у вивчення структури нервової системи був гідно оцінений більшістю наукових організацій, в числі яких був і Нобелівський комітет. На церемонії нагородження С. Рамон-і-Кахаля і К. Гольджі вітали як «головних представників і лідерів сучасної неврології».

## Галерея рисунків Сантьяго Рамона-і-Кахаля
| |
| Малюнок нервових шляхів гіпокампа гризунів. Histologie du Systeme Nerveux de l'Homme et des Vertebretes, Томи. 1 та 2. A. Maloine. Париж. 1911. |

|                                                                                                  |
| Малюнок клітин мозочка курей, з «Estructura de los centros nerviosos de las aves», Мадрид, 1905. |

| |
| Малюнок зрізу optic tectum горобця, з «Estructura de los centros nerviosos de las aves», Мадрид, 1905. |

|                                             |
| З «Структура рогівки ссавців» Мадрид, 1900. |

| |
| Малюнок клітин Пуркінє (A) та зернистих клітин (B) мозочку голуба. 1899. Instituto Santiago Ramón y Cajal, Мадрид. |

|                                |
| Клітини Кахаля-Ретціуса, 1891. |